# Jan-Olov Persson
Jan-Olov Persson, född 26 juli 1959, är en svensk travtränare verksam vid Hagmyrens travbana i Hudiksvall. Han är tränare och kusk bakom kallblodstravaren Järvsöfaks och har bland annat vunnit Elitkampen 5 år i rad tillsammans med Järvsöfaks. Förutom Järvsöfaks har han tränat hästar som Hallsta Lotus, Faksen J:r, Tekno Eld, Tand Kraft, Smedheim Solan och Lannem Stella. Han tränade även det norska kallblodet Tekno Odin under en kort tid.
Persson körde under åren 2003–07 in cirka 23 miljoner kronor genom cirka 335 segrar. Fram till juli 2015 hade Persson vunnit 2 000 segrar som tränare. Den 16 september 2017 tog han sin 2000:e kuskseger på Bollnästravet tillsammans med B.W.Sture.
Persson brukar ibland kallas för Kallblodskungen, på grund av sina stora framgångar med kallblodiga hästar. Han valdes in i Travsportens Hall of Fame 2023.